# Steps Point
Steps Point är en udde i Amerikanska Samoa (USA).   Den ligger i distriktet Västra distriktet, i den västra delen av landet, 13 km sydväst om huvudstaden Pago Pago.
Terrängen inåt land är huvudsakligen kuperad, men den allra närmaste omgivningen är platt. Havet är nära Steps Point söderut. Närmaste större samhälle är Leone, 4,8 km nordväst om Steps Point. 